# Max Oberrauch
Max Oberrauch (* 26. April 1984 in Bozen, Südtirol) ist ein italienischer Eishockeyspieler, der seit 2021 beim HC Gherdëina in der Alps Hockey League unter Vertrag steht.

## Karriere
Max Oberrauch begann seine Hockeykarriere in der Jugendabteilung von Brixen. Im Jahr 2001 wechselte er nach Schweden, wo er ein Jahr lang für die U18-Junioren des Proficlubs MODO Hockey Örnsköldsvik in der zweithöchsten Juniorenliga seiner Altersklasse antrat. Im folgenden Jahr kehrte er nach Italien zurück, wo er einen Vertrag beim zu HC Turin erhielt. Dort stürmte der geborene Bozner zwei Jahre Lang, bevor er anschließend wiederum zwei Jahre beim HC Milano Vipers unter Vertrag stand. Im Frühjahr 2006 wechselte er zum HC Pustertal, für welchen er mehrere Jahre stürmte und 2005 italienischer Meister und Pokalsieger wurde. Mit der Rückkehr von Armin Helfer im Jahre 2009 ins Pustertal, kehrte für Oberrauch ein alter Bekannter zurück. Max Oberrauch und Armin Helfer spielten gemeinsam zwei Jahre lang beim HC Milano Vipers. Mit den Pustertalern gewann er 2011 den italienischen Pokalwettbewerb und außerdem dreimal den Supercup des Landes. 2021 wechselte Oberrauch zum HC Gherdëina.

### International
Für Italien nahm Oberrauch an den U18-Junioren-Weltmeisterschaften 2001 und 2002, sowie den U20-Junioren-Weltmeisterschaften 2002, 2003 und 2004 jeweils in der Division I teil.
Nachdem er bereits in der Spielzeit 2003/04 in der Herren-Nationalmannschaft der Italiener debütiert hatte, nahm er erstmals bei der Weltmeisterschaft 2010 an einem großen Turnier im Seniorenbereich teil.

## Erfolge und Auszeichnungen
- 2005 Italienischer Meister mit dem HC Milano Vipers
- 2005 Coppa Italia-Gewinn mit dem HC Milano Vipers
- 2011 Sieger Coppa Italia mit dem HC Pustertal
- 2011 Vizemeister der Serie A1 mit dem HC Pustertal
- 2011 Sieger Supercoppa Italiana mit dem HC Pustertal
- 2014 Sieger Supercoppa Italiana mit dem HC Pustertal
- 2016 Sieger Supercoppa Italiana mit dem HC Pustertal

## Karrierestatistik
(Legende zur Spielerstatistik: Sp oder GP = absolvierte Spiele; T oder G = erzielte Tore; V oder A = erzielte Assists; Pkt oder Pts = erzielte Scorerpunkte; SM oder PIM = erhaltene Strafminuten; +/− = Plus/Minus-Bilanz; PP = erzielte Überzahltore; SH = erzielte Unterzahltore; GW = erzielte Siegtore; 1 Play-downs/Relegation; Kursiv: Statistik nicht vollständig)